# Aurora Plaza
L' Aurora Plaza (震旦广场/震旦國際大厦) est un gratte-ciel de 185 mètres de hauteur construit de 2000 à 2003 à Shanghai dans le district de Pudong.
Il abrite des bureaux sur 37 étages, pour une surface de plancher de 97 200 m2.
L'architecte est l'agence d'architecture japonaise Nikken Sekkei